# Thibaut Fauconnet
Thibaut Fauconnet (Dijon, 23 april 1985) is een Franse shorttracker. Hij vertegenwoordigde zijn vaderland op de Olympische Winterspelen 2010 in Vancouver, Canada en op de Olympische Winterspelen 2014 in Sotsji, Rusland. Ook heeft hij twee medailles behaald bij het Europees kampioenschap.

## Carrière
Bij zijn olympische debuut in Vancouver deed Fauconnet individueel mee met de 500 en 1000 meter en voor zijn land met de 5000 meter aflossing. Op de beide individuele onderdelen kwam hij niet verder dan de kwartfinale, maar in teamverband reikte Frankrijk wel tot de finale, waarin ze als vijfde eindigden.
Op het Europees kampioenschap 2010 pakte hij de zilveren medaille op het algemeen klassement. Hij won op dat kampioenschap goud op de 3000 meter en zilver op de 1000 en 1500 meter. Een jaar later won Fauconnet op indrukwekkende wijze het Europees kampioenschap van 2011, want hij domineerde door elke individuele afstand te winnen. In hetzelfde seizoen behaalde Fauconnet de gouden medaille in het eindklassement van de wereldbeker.
Na wat dopingperikelen, in het begin van het seizoen 2011-2012, nam Fauconnet deel aan het Europees kampioenschap van 2012. Op dit kampioenschap bemachtigde hij, ondanks het gebrek aan wedstrijdritme, de bronzen medaille in het eindklassement.

## Dopingschorsing
Op 21 oktober 2011 legde de ISU Fauconnet een schorsing op van achttien maanden, omdat hij eind 2010, het jaar waarin hij Europees kampioen werd en het wereldbekerklassement wist te winnen, positief testte op het verboden stimulerend middel tuaminoheptane. Fauconnet liet snel daarop weten om in hoger beroep te gaan tegen deze straf, omdat hij, naar eigen zeggen, het middel tegen verkoudheid kreeg voorgeschreven door een arts.
Op 29 november 2011 maakte de Franse IJssportbond (FSSG) bekend, via een persbericht, dat de CAS de schorsing voorlopig heeft opgeschort. Totdat de ISU een definitief oordeel had geveild mocht Fauconnet 'gewoon' aan alle wedstrijden deelnemen.

## Resultaten
| Jaar | Europees kampioenschap            | WK individueel      | Olympische Spelen        | Wereldbeker                        |
| ---- | --------------------------------- | ------------------- | ------------------------ | ---------------------------------- |
| 2006 | 8e · (-, , -, 8) · aflossing      |                     |                          |                                    |
| 2007 | 4e · (, 10, 17, 4) · 4e aflossing | 28e (54, 17, 16, -) |                          |                                    |
| 2008 | 13e · (10, 9, 12, -) · aflossing  | 13e (6, 15, 19, -)  | 43e klassement           |                                    |
| 2009 | 8e (5, 10, 6, 6) 4e aflossing     | 12e (7, 12, 10, -)  | 12e klassement (6e 500m) |                                    |
| 2010 | · (4, , ) · 4e aflossing          | 9e (54, 5, 5, -)    | 5e aflossing             | 12e klassement (7e 500m, 8e 1000m) |
| 2011 | · (, ) · 6e aflossing             | 24e (8, -, 17, -)   |                          | klassement · ( 500m, 1000m)        |
| 2012 | · (-, , 17, ) · 8e aflossing      |                     |                          |                                    |
| 2018 |                                   |                     | 1500m: 7e                |                                    |

- = geen deelname
(#, #, #, #) = afstandspositie op kampioenschap (500m, 1000m, 1500m, 3000m).